# Йосиповцы (Хмельницкая область)
Йосиповцы (укр. Йосипівці) — село в Белогорской поселковой общине Шепетовского района Хмельницкой области Украины.
Население по переписи 2001 года составляло 316 человек. Почтовый индекс — 30213. Телефонный код — 3841. Занимает площадь 0,123 км². Код КОАТУУ — 6820384001.

## История
В 1945 г. Указом Президиума ВС УССР село Юськовцы переименовано в Йосиповцы.
До июля 2020 года село находилось в составе Белогорского района.
В июне 2020 года Йосиповцы вошли в состав новой территориальной общины — Белогорской поселковой общины. 
17 июля 2020 года, в результате административно-территориальной реформы и ликвидации Белогорского района, село вошло в состав укрупнённого Шепетовского района.

## Местный совет(до 2020 года)
30213, Хмельницкая обл., Белогорский р-н, с. Йосиповцы, ул. Пещаная, 4